# Óra-fali-sziklaodú
Az Óra-fali-sziklaodú a Duna–Ipoly Nemzeti Park területén lévő Pilis hegységben, az Oszolyon található egyik barlang.

## Leírás
Csobánka külterületén, az Oszolyon található Óra-sziklatoronytól 140°-ra 20 m-re, az Óra-szikla csúcsával megegyező magasságban nyílik a barlang. Ellipszis szelvényű, messziről is jól látható bejárata csak sziklamászással közelíthető meg. Felső triász dachsteini mészkőben jött létre freatikus körülmények között a barlang. A korróziós járatból két kis vakkürtő indul felfelé, és a falakon fosszilis cseppkőlefolyások figyelhetők meg. A majdnem teljesen érintetlen barlangba a bejutást nagyon megnehezíti a barlangtalpon növő sűrű, szúrós bokorcsoport.
1997-ben volt először Óra-fali-sziklaodúnak nevezve a barlang az irodalmában. Előfordul irodalmában Óra-fali-odú (Kraus 1997) és Órafali sziklaodu (Kárpát 1991) neveken is.

## Kutatástörténet
Az 1967-ben napvilágot látott Pilis útikalauz című könyvben az jelent meg, hogy az Oszoly Csobánkára néző, Ny-i oldalán, az erdővel körülvett mészkősziklák között több jelentéktelen üreg található. Az 1969. évi Karszt- és Barlangkutatási Tájékoztatóban publikált közlemény szerint 1969 augusztusában a Szpeleológia Barlangkutató Csoport a Kevélyekben szervezett tábor során fix pontokat helyezett el az Oszoly és az Oszoly-oldal 8 kisebb-nagyobb üregében.
Az 1974-ben megjelent Pilis útikalauz című könyvben, a Pilis hegység és a Visegrádi-hegység barlangjainak jegyzékében (19–20. old.) meg van említve, hogy a Pilis hegység és a Visegrádi-hegység barlangjai között vannak az Oszoly barlangjai. A Pilis hegység barlangjait leíró rész szerint a Csobánka felett emelkedő Oszoly sziklái között másféltucat kis barlang van. Ezeket a Szpeleológia Barlangkutató Csoport térképezte fel és kutatta át rendszeresen. E kis barlangok többsége nem nagyon látványos, de meg kell említeni őket, mert a turisták, különösen a sziklamászók által rendszeresen felkeresett Oszoly sziklafalaiban, valamint azok közelében némelyikük kitűnő bivakolási lehetőséget nyújt. 1990-ben Vajda J. készítette el a barlang alaprajz térképét keresztmetszettel. A Kárpát József által írt 1991-es összeállításban meg van említve, hogy az Órafali sziklaodu (Csobánka) 4 m hosszú és 3 m mély.
Az 1991-ben megjelent útikalauzban meg van ismételve az 1974-es útikalauznak az Oszoly barlangjait bemutató általános ismertetése. Az 1996. évi barlangnapi túrakalauzban meg van ismételve az 1991-ben kiadott útikalauzban található leírás, amely az Oszoly barlangjait általánosan ismerteti. 1997. június 6-án Kárpát József 1990-es oszolyi áttekintő térképe alapján Kraus Sándor rajzolt helyszínrajzot, amelyen az oszolyi sziklacsoportok D-i részén lévő barlangok földrajzi elhelyezkedése van ábrázolva. A rajzon megfigyelhető az Óra-fali-odú földrajzi helyzete. Kraus Sándor 1997. évi beszámolójában az olvasható, hogy az 1997 előtt is ismert Óra-fali-sziklaodúnak volt már térképe 1997 előtt. A jelentésbe bekerült az 1997-es helyszínrajz. A 2005-ben megjelent Magyar hegyisport és turista enciklopédia című könyvben meg van említve, hogy az Oszoly erdejében elszórtan sziklatömbök és kis barlangnyílások váltogatják egymást.